# Serverette
Serverette ist eine  in französische Gemeinde mit 249 Einwohnern (Stand: 1. Januar 2022) im Département Lozère in der Region Okzitanien. Sie gehört zum Kanton Saint-Alban-sur-Limagnole und zum Arrondissement Mende.

## Geografie, Infrastruktur
Serverette liegt auf einer Höhe von rund 970 Metern über dem Meer im Zentralmassiv. Sie wird von der ehemaligen Route nationale 107 tangiert. Der Fluss Truyère, in hier auch sein Zufluss Mézère einmündet, durchquert das Gemeindegebiet. Die Gemeinde grenzt im Norden an Fontans, im Osten an Les Laubies, im Südosten an Saint-Gal, im Südwesten an Lachamp-Ribennes und im Westen an Peyre en Aubrac.

## Bevölkerungsentwicklung
| Jahr      | 1962 | 1968 | 1975 | 1982 | 1990 | 1999 | 2008 | 2018 |
| --------- | ---- | ---- | ---- | ---- | ---- | ---- | ---- | ---- |
| Einwohner | 429  | 439  | 401  | 351  | 324  | 290  | 287  | 251  |

## Sehenswürdigkeiten
- Kirche Saint-Jean mit Teilen aus dem 12. Jahrhundert, Monument historique[1]

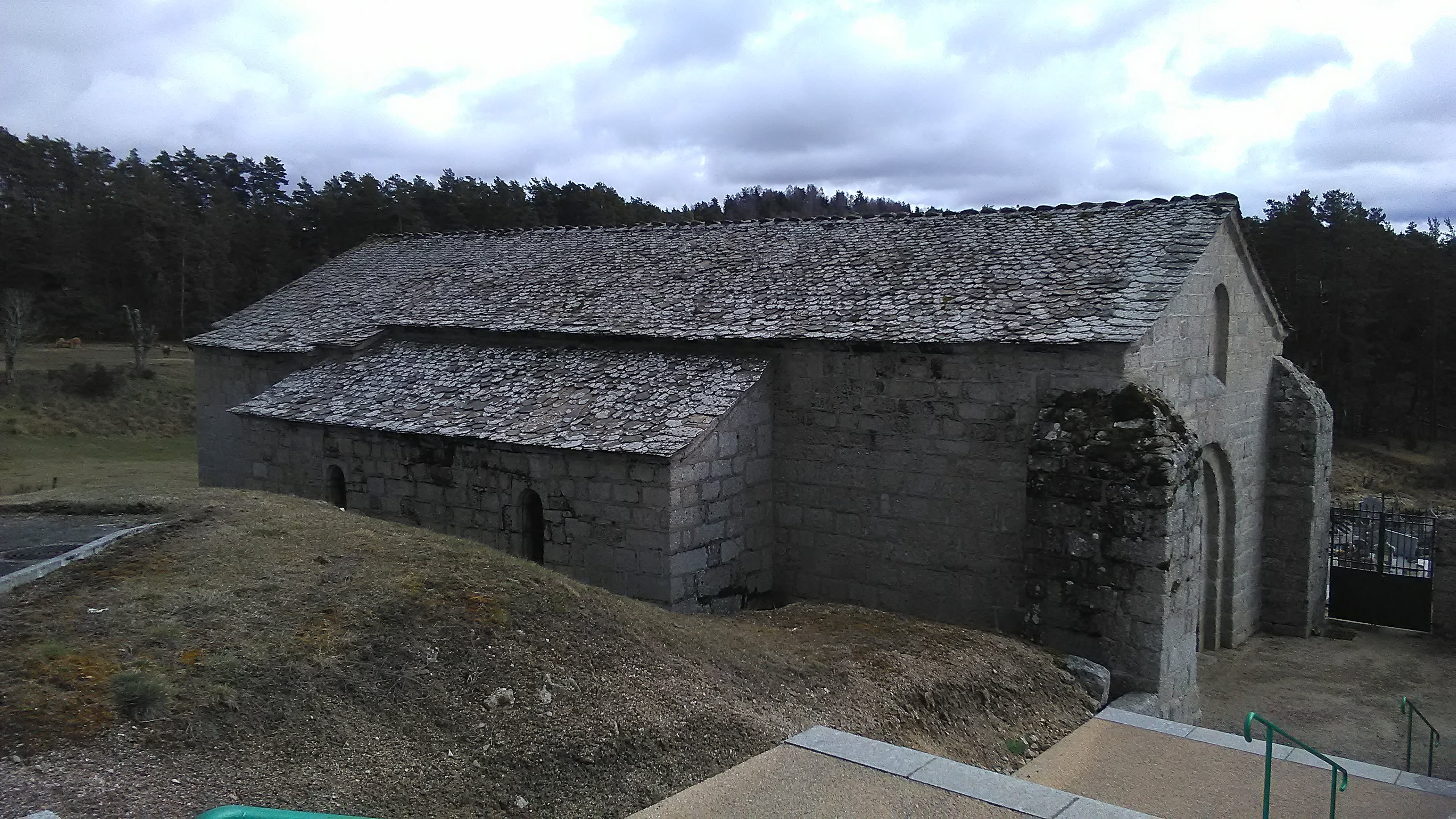
Kirche Saint-Jean